# Edgar Burbano Pérez
Édgar Burbano Pérez (Ipiales, 1922-Bogotá, 1998) fue un arquitecto y urbanista colombiano que promovió el desarrollo de la vialidad en Bogotá, Colombia. También fue profesor universitario y autor de varios libros de arquitectura.

## Proyectos

### Vialidad de Bogotá
La Avenida Caracas, originalmente diseñada por Karl Brunner, fue estructurada por Édgar Burbano como un corredor para conectar el Sur y el Norte de Bogotá con el centro a través de un diseño desde la Calle 1a. Sur hasta Tunjuelito.
De la misma manera, Burbano desarrolló el tramo final de la Carrera 10a entre las calles 2a y la avenida Villavicencio. Para la proyección de la Avenida de las Américas, el arquitecto fue nombrado miembro de la Comisión Preparatoria de la novena Conferencia Panamericana realizada en 1947. Su legado se le reconoce por las siguientes obras urbanísticas:
- Investigación y planeamiento de la reconstrucción de Tumaco.
- Plan vial del Centro de Bogotá.
- Proyecto peatonal de la Calle 26 con Carrera 6a.
- Carrera 3a, desde San Cristóbal a la calle 72.
- Avenida Comuneros.
- Avenida Caracas desde la calle 1 hasta Tunjuelito.
- Carrera 10a desde la calle 2a hasta la salida a Villavicencio.
- Regularización y vialidad de los barrios del Sur de la ciudad.
- Proyecto de normalización de las vías al norte de Bogotá.
- Zonas verdes y regularización vial  de la Ciudad Universitaria de Bogotá.

### Interés social
El arquitecto en un sentido social buscó que sus aportes se extendieron hasta el sur de Bogotá, hasta donde quiso extender la red vial de la ciudad. Además desarrolló 120 viviendas de interés social en el barrio Quiroga de Bogotá.

### Otras obras
Entre otras obras del arquitecto se identifican:
- La Capilla de la Universidad Nacional de Colombia
- El Colegio Sergio Arboleda Muzú
- La iglesia del Minuto de Dios
- La Caja Agraria de Ipiales y Túquerres.
- Asientos del banquillo estadio Elcampin.

Además escribió la obra académica La arquitectura en Colombia: 1952-1962 junto a Carlos Martínez. y Formación del Arquitecto.

## Trabajo académico
En 1945 obtiene el título de arquitecto en la Universidad Nacional de Colombia, institución que posteriormente fue profesor por varios años. Se le identificó por promover las ideas de lineamiento, paisajismo y distribución de la teoría urbanística. Entre 1958 y 1962 fue director del Departamento de Urbanismo y del Departamento de Planificación Urbana de Bogotá, desde donde logró impulsar el desarrollo vial de la ciudad y promover una mejor calidad de vida a los barrios pobres del sur de Bogotá.
A lo largo de su carrera académica se identificó por:
- 1946. Presentó tesis de arquitecto en Remodelación del Centro de Bogotá Plan de Apertura, trazado y reglamentación de la carrera 10ª.
- 1947 – 1948. Fue profesor de Expresión y Perspectiva en la Universidad Colegio Mayor de Cundinamarca.
- 1948 – 1952. Fue profesor de Composición Arquitectónica de la Facultad de Arquitectura, Universidad Nacional de Colombia.
- 1955 – 1957. Fue profesor de la Facultad de Arquitectura de la Pontificia Universidad Javeriana.
- 1959 – 1960. Fue profesor de Tesis de la Facultad de Arquitectura de la Universidad de América.
- 1960 – 1977. Fue profesor en Diseño Arquitectónico y Urbanismo de la  Facultad de Arquitectura de la Universidad Nacional de Colombia.
- 1974 – 1975. Fue director del Departamento de Planificación Urbana de la Facultad de Artes de la Universidad Nacional de Colombia.
- 1976 – 1977. Fue vicedecano de la Facultad de Artes de la Universidad Nacional de Colombia.
- 1979 – 1982. Fue profesor de Tesis de la Facultad de Arquitectura de la Universidad de América.